# Mailly-le-Château
Mailly-le-Château là một xã của Pháp,tọa lạc ở tỉnh Yonne trong vùng Bourgogne.

## Hành chính
| Danh sách các thị trưởng               |           |                           |      |         |
| Giai đoạn                              | Giai đoạn | Tên                       | Đảng | Tư cách |
| tháng 3 năm 2001                       |           | Mme Claude PAUTOT-JEANNIN |      |         |
| Tất cả các dữ liệu trước đây không rõ. |           |                           |      |         |

## Thông tin nhân khẩu
| Năm | 1962 | 1968 | 1975 | 1982 | 1990 | 1999 |
| --- | ---- | ---- | ---- | ---- | ---- | ---- |
| Dân số | 396  | 452  | 489  | 501  | 555  | 609  |
| From the year 1962 on: No double counting—residents of multiple communes (e.g. students and military personnel) are counted only once. |      |      |      |      |      |      |

## Nhân vật
Bernard Menez sinh năm 1944 tại đây